# Hal Lindes
Hal Andrew Lindes, född 30 juni 1953 i Monterey, Kalifornien, är en brittisk-amerikansk gitarrist och kompositör.
Lindes var 1979 gitarrist i det kortlivade bandet Darling, som gav ut albumet Put It Down to Experience och singeln "Do You Wanna". Året därpå blev han medlem i Dire Straits, där han ersatte David Knopfler. Han medverkade på EP:n Extendedance Play (stiliserad ExtendedancEPlay med bland annat låten "Twisting by the Pool"), albumen Love Over Gold (1982) och Alchemy: Dire Straits Live innan han lämnade bandet 1985. Han har därefter ägnat sig åt att komponera musik till ett flertal filmer och TV-serier, bland annat signaturmelodin till Between the Lines (BBC 1992–1994), i vilken spansk gitarr blandas med symfonisk rock.
Hal Lindes komponerade soundtracket till filmen The Boys Are Back, en Miramaxfilm regisserad av Scott Hicks och med Clive Owen, där hans gitarrbaserade sånger innehåller sång av Sigur Rós, Ray Lamontagne och Carla Bruni.
1989 arbetade Lindes tillsammans med rocksångaren Fish (artistnamn för Derek William Dick) och bidrog med gitarr på debutsoloalbumet till Fish som då hade lämnat Marillion. Albumet Vigil in a Wilderness of Mirrors utgavs januari 1990. Lindes var med-kompositör på tre av låtarna på albumet.